# Bloodsucker
Bloodsucker är en låt av hårdrocksbandet Deep Purple från albumet Deep Purple In Rock, 1970.  En nyinspelning av låten gjordes av mk 7, på albumet Abandon som gick under namnet "Bludsucker".